# Transz-zsírsavak

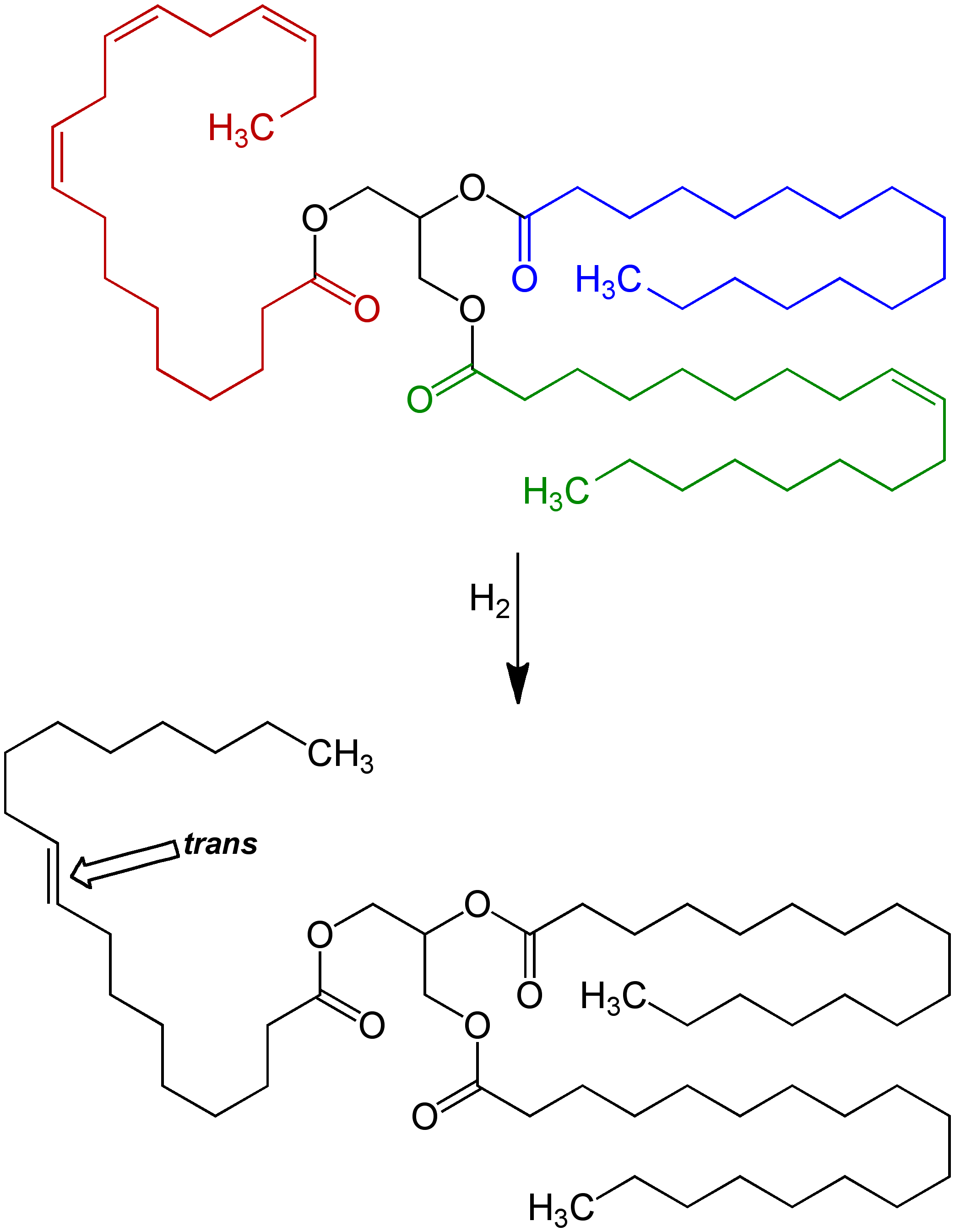
A részlegesen hidrogénezett növényi olajok különösen sok ilyen molekulát tartalmaznak. A részlegesen hidrogénezett növényi olajokat korábban a margaringyártás során használták, ugyanakkor ma már az étkezési margarinok gyártásánál a részlegesen hidrogénezett növényi olajok használata helyett visszatértek a szobahőmérsékleten is szilárd, természetes trópusi zsírok használatához

A transz-zsírsavak olyan telítetlen zsírsavak, melyek molekulái tartalmaznak szénatomok között átellenes (transz) kettős kötéseket. Ez kevésbé tekervényessé teszi ezeket a molekulákat, mint az ugyanazon oldali kötéseket (cisz) tartalmazó zsírsavakat.
A zsírok glicerinből és zsírsavakból épülnek fel. A zsírsavaknak három fő típusa van: telített, egyszeresen telítetlen és többszörösen telítetlen. A zsírsavakban lévő kettős kötések „cisz” vagy „transz” elrendezésűek lehetnek.
A zsírsavak egy különleges csoportját alkotják a transz-zsírsavak, amelyek tulajdonképpen egyszeresen telítetlen zsírsavak „transz” elrendezéssel, ez azt jelenti, hogy a szénhez kapcsolódó hidrogénatomok egymással szemben, transz állásban helyezkednek el.
Transzzsírok alapvetően kétféle módon keletkezhetnek, egyrészt mesterségesen, a növényi olajok (étolaj) részleges hidrogénezése vagy az olajok finomítása során, másrészt természetes úton, a kérődző állatok anyagcseréje során.
A kutatások a magas transz-zsírsavakat tartalmazó étrendet összefüggésbe hozták szívbetegségekkel, cukorbetegséggel, elhízással és számos egyéb megbetegedéssel.
Számos országban szabályozzák a maximálisan az élelmiszerbe kerülhető transz-zsírsav mennyiségét. Az Egészségügyi Világszervezet 1%-ban határozza meg az elfogyasztott transzzsírok maximális értékét, ez azt jelenti, hogy a napi energiabevitel maximum 1%-a származhat transzzsírokból, nemzetközi táplálkozási ajánlások ennél magasabb szintet, az energiabevitel maximum 2%-át javasolják.
Ha egy átlagos felnőtt nő 2000 kcal-t fogyaszt el naponta, akkor ennek egy százaléka, azaz 20 kilokalória származhat transzzsírból, ez körülbelül 2 grammnyi transzzsírnak felel meg. A tudósok csak a kilencvenes évek óta kezdik felismerni, hogy a transzzsírok káros hatásúak lehetnek.
A transzzsírsavak kerülése azért is fontos, mert kedvezőtlenül befolyásolja a koleszterin-egyensúlyt. Egyrészt emeli az LDL-koleszterin szintjét és csökkenti a védő HDL-koleszterinszintet. A koleszterinszint kóros változásai, valamint az ezt kísérő egyéb folyamatok szív- és érrendszeri betegségekhez vezethetnek.
A transzzsírsav fogyasztás 2 százalékos emelkedése a szív és érrendszeri betegségek kockázatát 23 százalékkal emeli. Óvatos becslések szerint Magyarországon évente legalább 1000 ember halálát lehetne elkerülni, ha az élelmiszeripar nem használná a transzzsírokat.

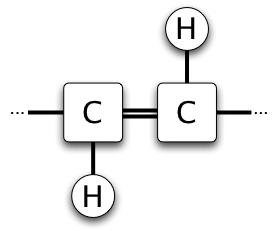
Transz elrendezésű hidrogénatomok

A transz-zsírsavak főként az élelmiszerek feldolgozása során keletkeznek, a feldolgozatlan nyersanyagban a legtöbb telítetlen kötés cisz elrendezésű. Egyes kérődzők (például tehén, kecske) teje és testzsírja is tartalmaz transz-zsírokat. A vaj általános transzzsírsav-tartalma például 2-4% között van.
A részlegesen hidrogénezett növényi olajok különösen sok ilyen molekulát tartalmaznak. A részlegesen hidrogénezett növényi olajokat korábban a margaringyártás során használták, ugyanakkor ma már az étkezési margarinok gyártásánál a részlegesen hidrogénezett növényi olajok használata helyett visszatértek a szobahőmérsékleten is szilárd, természetes trópusi zsírok használatához.
Az olajok hidrogénezése megnöveli a termékek eltarthatóságát és ízstabilitását. Jelenleg a hidrogénezett növényi olajokat főként a sütőipar, a cukrászat, valamint a csokoládé étbevonat készítői használnak. A zsírok olvadáspontját is megemeli, így lehet előállítani szobahőmérsékleten félig szilárd állagú olajszármazékokat. Bár ezek előnyös tulajdonságok, nem szabad elfeledkezni a fogyasztó egészségére gyakorolt káros hatásokról.
Az Országos Élelmezés- és Táplálkozástudományi Intézet (OÉTI) 2012. októberben jelentést adott ki a Magyarországon kapható termékek transz-zsírsav tartalmáról.
Magyarországon – Ausztria és Dánia után – az Európai Unióban harmadikként 2014. február 18-tól korlátozták a végső fogyasztónak szánt élelmiszerek transz-zsírsav tartalmát. A transz-zsírsavak megengedett legnagyobb mennyisége az élelmiszer összes zsírtartalmának 2%-a, de kisebb – 20%, illetve 3% alatti – zsírtartalmú termékeknél ez az érték 4%, illetve 10% is lehet.